# Lasianthus lancifolius
Lasianthus lancifolius är en måreväxtart som beskrevs av Joseph Dalton Hooker. Lasianthus lancifolius ingår i släktet Lasianthus och familjen måreväxter. Inga underarter finns listade i Catalogue of Life.